# Жолоби (печера)
Жолоби — карстова печера, геологічна пам'ятка природи місцевого значення в Україні. Розташована поблизу села Скоморохи Чортківського району Тернопільської області, у кварталі 69, виділі 8 Язловецького лісництва ДП «Бучацьке лісове господарство», в межах лісового урочища «Жолоби».
Оголошена об'єктом природно-заповідного фонду рішенням виконкому Тернопільської обласної ради від 3 грудня 1971 року, № 645. Перебуває у віданні ДЛГО «Тернопільліс».
Під охороною — печера, що утворилась у травертиновому (вапняковому) туфі. Довжина — 7 м. Стінки покриті натічними утвореннями з кальциту білого і кремового кольору.